# Heinrich Brockmann-Jerosch

Heinrich Brockmann-Jerosch (1914)

Heinrich Brockmann-Jerosch (* 23. Mai 1879 in Winterthur; † 16. Februar 1939 in Zürich; auch unter seinem polnischen Namen Henryk Krzymowski bekannt) war ein Schweizer Botaniker und Pionier der Pflanzensoziologie. Sein botanisches Autorenkürzel lautet «Brockm.-Jer.».
Brockmann war Sohn des aus Łask in Polen stammenden Gymnasiallehrer Josef Krzymowski. Dieser nahm am missglückten Januaraufstand der Polen gegen die russische Unterdrückung teil und musste deshalb ins Ausland flüchten. In Zürich studierte er am Polytechnikum Mathematik und war anschliessend als Lehrer an den Kantonsschulen Zug und später in Winterthur tätig. 1870 erhielt er das Schweizer Bürgerrecht. Seine erste Frau verlor er durch eine Typhusepidemie. 1874 heiratete er Lucie, geborene Brockmann, die aus dem alten friesischen Geschlecht der Brockmann stammte und aus Lübeck kam. Zusammen hatten sie drei Söhne und zwei Töchter.
Heinrich Brockmann war der drittälteste Sohn und trug wie auch seine drei Geschwister zunächst den Nachnamen seines Vaters und übernahm 1902 den Namen seiner Mutter Lucie Brockmann. Sein Bruder, der als einziger der Geschwister den Namen des Vaters behielt war der Agrarwissenschaftler Richard Krzymowski. Den Doppelnamen erwarb sich Brockmann 1905 bei seiner Heirat mit Marie Jerosch, einer aus Ostpreußen stammenden Geologin.
Nach Schulzeit in Winterthur erwarb er sich während eines Jahres in Echallens praktische Erfahrungen in der Landwirtschaft und studierte anschliessend an der ETH Zürich Agrarwissenschaften. Dort erwarb er 1902 das Diplom als Ing. agr. und war von 1901 bis 1904 wissenschaftlicher Assistent am botanischen Institut bei Carl Schroeter. Nach dem Studium der Naturwissenschaften wurde er 1906 promoviert. Von 1903 bis 1933 lehrte er als Privatdozent an der Universität Zürich und war Kurator des Geobotanischen Forschungsinstituts Rübel in Zürich.
Brockmann-Jerosch, der zu den Pionieren der Pflanzensoziologie zählt, hat durch seine Arbeiten vor allem Aspekte der angewandten Pflanzensoziologie aufgegriffen und wesentlich dazu beigetragen, dass dieses Fachgebiet in Forst- und Agrarwirtschaft aber auch im Ingenieurbau eine grosse Bedeutung erlangte. Unter anderem erforschte er zusammen mit seiner Frau die natürlichen Wälder der Schweiz. In einer weiteren Arbeit über das Puschlav entwickelte er die Hypothese, dass eine Reihe von Pflanzen in diesem Gebiet die Eiszeit überlebt haben. Auch klärte er zahlreiche Aspekte der Beziehungen der Vegetation zu Klima, Menschen und Tieren.
Brockmann-Jerosch erforschte bei längeren Aufenthalten im Ausland die Vegetationsverhältnisse in fast alle Staaten Europas und war Leiter der damals bedeutenden Internationalen Pflanzengeographischen Excursionen. Ausserdem beschäftigte sich Brockmann wissenschaftlich mit Heimatschutz sowie volkskundlichen Themen wie Ethnobotanik und Bauernhausforschung.
Im Jahr 1932 wurde er zum Mitglied der Gelehrtenakademie Leopoldina gewählt. Er war Mitglied der Zürcher Freimaurerloge Modestia cum Libertate.
Nur zehn Tage nach dem Tod seines Lehrers Carl Schroeter verstarb Brockmann-Jerosch bei einem Autounfall.

## Schriften
- Die Flora des Puschlav (Bezirk Bernina, Kanton Graubünden) und ihre Pflanzengesellschaften. In: Pflanzengesellschaften der Schweizeralpen. 438 S. Leipzig. 1907.
- Die fossilen Pflanzenreste des glazialen Delta bei Kaltbrunn (bei Uznach, Kanton St. Gallen) und deren Bedeutung für die Auffassung des Wesens der Eiszeit. 189 S. St. Gallen. 1910.
- Die Einteilung der Pflanzengesellschaften nach ökologisch-physiognomischen Gesichtspunkten. 72 S. Leipzig. 1912.
- Baumgrenze und Klimacharakter. In: Beiträge zur geobotanischen Landesaufnahme. 255 S. Zürich 1919.
- Schweizer Volksleben. Sitten, Bräuche, Wohnstätten. Bd. 1: 119 S; Bd. 2: 144 S. Erlenbach-Zürich. 1929.
- Schweizer Bauernhaus. Mit 60 Federzeichnungen von Pierre Gauchat. 248 S. Bern. 1933.